# Ingrid Visser
Pour les articles homonymes, voir Visser.
Ingrid Visser est une joueuse néerlandaise de volley-ball, née le 4 juin 1977 à Gouda et décédée en mai 2013. Mesurant 1,91 m, elle jouait au poste de centrale. Elle a totalisé 514 sélections en équipe des Pays-Bas.

## Biographie

### Décès
Alors qu'elle voyageait à Murcie, dans le sud-est de l'Espagne, Ingrid Visser et son compagnon Lodewijk Severein (directeur de l’équipe des Pays-Bas de volley-ball entre 2006 et 2009) disparaissent mystérieusement le 13 mai 2013. Quinze jours après cette disparition, la police espagnole retrouve les deux corps semi-enterrés dans un verger d'une alquería, près de Murcie. Selon les premières conclusions, les deux victimes ont vraisemblablement été torturées avant d'être tuées puis dépecées. Trois hommes, deux Roumains et l'Espagnol Juan Cuenca, ancien directeur sportif du club de volley de Murcie ont été arrêtés,,,.

## Clubs
| Club                   | De        | À         |
| ---------------------- | --------- | --------- |
| Rentokil Zevenhuizen   | 1984-1985 | 1993-1994 |
| VVC Vught              | 1994-1995 | 1996-1997 |
| Minas Tenis Clube      | 1997-1998 | 1998-1999 |
| Minetti Vicenza        | 2000-2001 | 2000-2001 |
| Hotel Cantur           | 2001-2002 | 2002-2003 |
| Club Voleibol Tenerife | 2003-2004 | 2006-2007 |
| Martinus Amstelveen    | 2007-2008 | 2007-2008 |
| Leningradka            | 2008-2009 | 2008-2009 |
| CAV Murcia 2005        | 2009-2010 | 2010-2011 |
| VK Bakı                | 2011-2012 | 2011-2012 |

## Palmarès

### Équipe nationale
- Championnat d'Europe
  - Vainqueur : 1995
  - Finaliste : 2009
- Grand Prix Mondial
  - Vainqueur : 2007

### Clubs
- Ligue des champions 
  - Vainqueur : 2004
- Coupe de la CEV 
  - Vainqueur : 2001
- Challenge Cup
  - Finaliste : 2012
- Championnat des Pays-Bas
  - Vainqueur : 1996, 1997, 2008
- Coupe des Pays-Bas
  - Vainqueur : 1996, 1997, 2008
- Championnat d'Espagne
  - Vainqueur : 2003, 2004, 2005, 2006
- Coupe d'Espagne
  - Vainqueur : 2004, 2005, 2006

### Distinctions individuelles
- Ligue des Champions de volley-ball féminin 2003-2004: Meilleure contreuse[5].